# (5021) Krylania
(5021) Krylania est un astéroïde de la ceinture principale.

## Description
(5021) Krylania est un astéroïde de la ceinture principale. Il fut découvert le 13 novembre 1982 à Naoutchnyï par Lioudmila Karatchkina. Il présente une orbite caractérisée par un demi-grand axe de 3,20 UA, une excentricité de 0,14 et une inclinaison de 2,3° par rapport à l'écliptique.

## Compléments